# Princess Cruises
Princess Cruises  — американська круїзна компанія зі штаб-квартирою в Беверлі-Гіллз, що надає послуги з організації та обслуговування морських круїзів. Входить до структури «Carnival Corporation & plc».
Компанія заснована 1965 року.
У 2000 році компанію придбала британська «P&O Cruises», яка у 2001 році була придбана «Carnival Corporation & plc».

## Флот

### Royal class
| Судно             | Побудовано | Верф        | На службі | Водотоннажність | Країна прапора     | Примітки | Зображення |
| ----------------- | ---------- | ----------- | --------- | --------------- | ------------------ | -------- | ---------- |
| Royal Princess    | 2013       | Fincantieri | з 2013    | 141,000         | Велика Британія    |          |            |
| Regal Princess    | 2014       | Fincantieri | з 2014    | 141,000         | Бермудські Острови |          |            |
| Majestic Princess | 2017       | Fincantieri | з 2017    | 143,000         | Велика Британія    |          |            |

### Grand class
| Судно              | Побудовано | Верф        | На службі | Водотоннажність | Країна прапора     | Примітки | Зображення |
| ------------------ | ---------- | ----------- | --------- | --------------- | ------------------ | -------- | ---------- |
| Grand Princess     | 1998       | Fincantieri | з 1998    | 107,517         | Бермудські Острови |          |            |
| Golden Princess    | 2001       | Fincantieri | з 2001    | 108,865         | Велика Британія    |          |            |
| Star Princess      | 2002       | Fincantieri | з 2002    | 108,977         | Бермудські Острови |          |            |
| Diamond Princess   | 2004       | Mitsubishi  | з 2004    | 115,875         | Велика Британія    |          |            |
| Sapphire Princess  | 2004       | Mitsubishi  | з 2004    | 115,875         | Велика Британія    |          |            |
| Caribbean Princess | 2004       | Fincantieri | з 2004    | 112,894         | Бермудські Острови |          |            |
| Crown Princess     | 2006       | Fincantieri | з 2006    | 113,561         | Бермудські Острови |          |            |
| Emerald Princess   | 2007       | Fincantieri | з 2007    | 113,561         | Бермудські Острови |          |            |
| Ruby Princess      | 2008       | Fincantieri | з 2008    | 113,561         | Бермудські Острови |          |            |

### Coral class
| Судно           | Побудовано | Верф                      | На службі | Водотоннажність | Країна прапора     | Примітки | Зображення |
| --------------- | ---------- | ------------------------- | --------- | --------------- | ------------------ | -------- | ---------- |
| Coral Princess  | 2002       | Chantiers de l'Atlantique | з 2003    | 91,627          | Бермудські Острови |          |            |
| Island Princess | 2003       | Chantiers de l'Atlantique | з 2003    | 91,627          | Бермудські Острови |          |            |

### Sun class
| Судно        | Побудовано | Верф        | На службі         | Водотоннажність | Країна прапора     | Примітки                                | Зображення |
| ------------ | ---------- | ----------- | ----------------- | --------------- | ------------------ | --------------------------------------- | ---------- |
| Sun Princess | 1995       | Fincantieri | з 1995            | 77,499          | Бермудські Острови |                                         |            |
| Sea Princess | 1998       | Fincantieri | 1998–2003, з 2005 | 77,690          | Бермудські Острови | Придбаний у P&O як «Adonia» у 2003 році |            |

### R class
| Судно            | Побудовано | Верф                      | На службі | Водотоннажність | Країна прапора     | Примітки | Зображення |
| ---------------- | ---------- | ------------------------- | --------- | --------------- | ------------------ | -------- | ---------- |
| Pacific Princess | 1999       | Chantiers de l'Atlantique | з 2003    | 30,277          | Бермудські Острови |          |            |